# Muriojärvi
Muriojärvi är en sjö i Pajala kommun i Norrbotten och ingår i Torneälvens huvudavrinningsområde. Sjön har en area på 0,0502 kvadratkilometer och ligger 169,9 meter över havet.

## Delavrinningsområde
Muriojärvi ingår i det delavrinningsområde (747707-181092) som SMHI kallar för Mynnar i Liviöjoki. Medelhöjden är 183 meter över havet och ytan är 49,59 kvadratkilometer. Det finns inga avrinningsområden uppströms utan avrinningsområdet är högsta punkten. Peräjäjoki som avvattnar avrinningsområdet har biflödesordning 3, vilket innebär att vattnet flödar genom totalt 3 vattendrag innan det når havet efter 220 kilometer. Avrinningsområdet består mestadels av skog (41 procent) och sankmarker (55 procent). Avrinningsområdet har 0,09 kvadratkilometer vattenytor vilket ger det en sjöprocent på 0,2 procent.